# Stan Startzell
Stanley E. Startzell (McClure, 3 settembre 1950) è un ex calciatore statunitense, di ruolo centrocampista.

## Carriera
Si forma calcisticamente nella rappresentativa calcistica dell'università della Pennsylvania di Filadelfia, giocando anche come placekicker per la selezione di football americano dell'istituto.
Nel 1972 viene ingaggiato dai N.Y. Cosmos, con cui, pur giocando solo tre incontri e non venendo schierato in finale, vince la North American Soccer League 1972.
L'anno seguente viene ingaggiato dalla neonata franchigia dei Philadelphia Atoms, con cui si aggiudica la North American Soccer League 1973, battendo in finale, giocata da titolare, per 2-0 i Dallas Tornado.
Resta in forza agli Atoms sino al 1974, non riuscendo ad ottenere altri risultati di rilievo.
Nella stagione 1975 Startzell passa ai Boston Minutemen, senza però mai esordirvi in incontri ufficiali. Nel corso della stagione passa ai Pittsburgh Miners, neonata franchigia della American Soccer League, chiudendo il torneo al terzo e ultimo posto della South Division.

## Palmarès

### Competizioni nazionali
- North American Soccer League: 2

New York Cosmos: 1972
Philadelphia Atoms: 1973